# Alejandro de la Sota

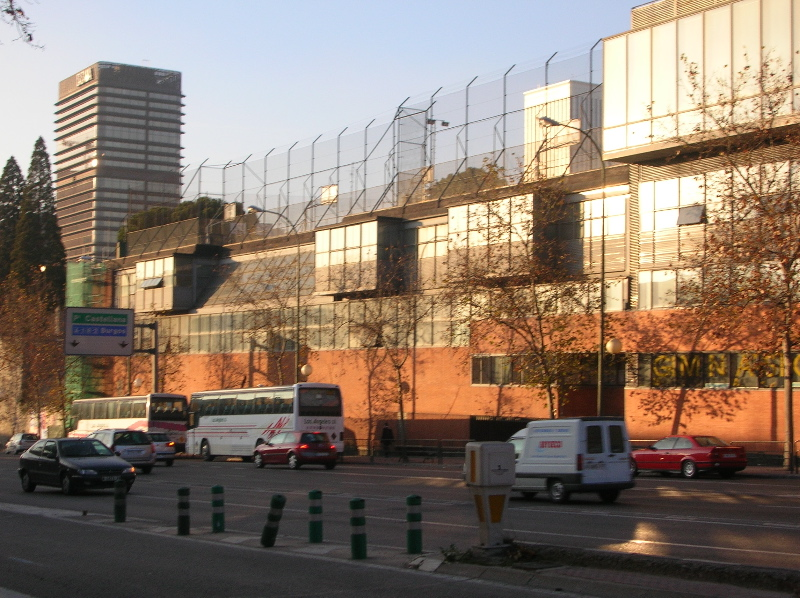
Exterior do Colégio de Maravilhas

Alejandro de la Sota Martínez (20 de Outubro de 1913 — 14 de Fevereiro de 1996) foi um arquitecto espanhol.

## Obras representativas
- Edifício Cruz Gallastegui da Missão Biológica da Galiza (1949)
- Casa de la Avenida Doctor Arce nº 20 (Madrid) (1953-1964)(Demolida)
- Gobierno Civil de Tarragona (Tarragona) (1956-1963)
- Talleres Aeronáuticos TABSA (Madrid) (1957-1958)
- Gimnasio del Colegio Maravillas (Madrid) (1961)
- Bloque de Viviendas (Salamanca) (1963)
- Colegio Mayor César Carlos (Madrid) (1967)
- Residência de Verano Infantil (Miraflores de la Sierra, Madrid) (1957-1959)
- Central Lechera CLESA (Madrid) (1963)
- Viviendas en calle del Prior (Salamanca) (1962-1963)
- Edificio de Correos, (Úbeda) (1964)
- Edificio Industrial CENIM (Madrid) (1965-1967)
- Pabellón Polideportivo (Pontevedra) (1966)
- Colegio Residência Caja de Ahorros Provincial (Ourense) (1966-1967)
- Aulas y Seminarios de la Universidad (Sevilla) (1972) (prémio nacional de arquitectura)
- Centro de Cálculo de la Caja Postal (Madrid) (1973-1976)
- Banco Pastor (Pontevedra) (1974)
- Edificio de Correos y Telecomunicaciones (Leão) (1980-1983)
- Edificio Caja Postal de Ahorros (Madrid) (1986-1989)
- Biblioteca Universitaria (Santiago de Compostela) (1990)
- Edificio de Juzgados (Zaragoza) (1991-1993)
- Rediseño y Rehabilitación del Edificio del Cabildo Insular (Las Palmas) (1994)